# 1688
Portal Geschichte | Portal Biografien | Aktuelle Ereignisse | Jahreskalender | Tagesartikel

◄ |
16. Jahrhundert |
17. Jahrhundert
| 18. Jahrhundert | ►

◄ |
1650er |
1660er |
1670er |
1680er
| 1690er | 1700er | 1710er | ►

◄◄ |
◄ |
1684 |
1685 |
1686 |
1687 |
1688
| 1689 | 1690 | 1691 | 1692 | ► | ►►
Staatsoberhäupter  · Nekrolog   · Musikjahr
| Januar | Januar | Januar | Januar | Januar | Januar | Januar | Januar |
| Kw     | Mo     | Di     | Mi     | Do     | Fr     | Sa     | So     |
| ------ | ------ | ------ | ------ | ------ | ------ | ------ | ------ |
| 1      |        |        |        | 1      | 2      | 3      | 4      |
| 2      | 5      | 6      | 7      | 8      | 9      | 10     | 11     |
| 3      | 12     | 13     | 14     | 15     | 16     | 17     | 18     |
| 4      | 19     | 20     | 21     | 22     | 23     | 24     | 25     |
| 5      | 26     | 27     | 28     | 29     | 30     | 31     |        |

| Februar | Februar | Februar | Februar | Februar | Februar | Februar | Februar |
| Kw      | Mo      | Di      | Mi      | Do      | Fr      | Sa      | So      |
| ------- | ------- | ------- | ------- | ------- | ------- | ------- | ------- |
| 5       |         |         |         |         |         |         | 1       |
| 6       | 2       | 3       | 4       | 5       | 6       | 7       | 8       |
| 7       | 9       | 10      | 11      | 12      | 13      | 14      | 15      |
| 8       | 16      | 17      | 18      | 19      | 20      | 21      | 22      |
| 9       | 23      | 24      | 25      | 26      | 27      | 28      | 29      |

| März | März | März | März | März | März | März | März |
| Kw   | Mo   | Di   | Mi   | Do   | Fr   | Sa   | So   |
| ---- | ---- | ---- | ---- | ---- | ---- | ---- | ---- |
| 10   | 1    | 2    | 3    | 4    | 5    | 6    | 7    |
| 11   | 8    | 9    | 10   | 11   | 12   | 13   | 14   |
| 12   | 15   | 16   | 17   | 18   | 19   | 20   | 21   |
| 13   | 22   | 23   | 24   | 25   | 26   | 27   | 28   |
| 14   | 29   | 30   | 31   |      |      |      |      |

| April | April | April | April | April | April | April | April |
| Kw    | Mo    | Di    | Mi    | Do    | Fr    | Sa    | So    |
| ----- | ----- | ----- | ----- | ----- | ----- | ----- | ----- |
| 14    |       |       |       | 1     | 2     | 3     | 4     |
| 15    | 5     | 6     | 7     | 8     | 9     | 10    | 11    |
| 16    | 12    | 13    | 14    | 15    | 16    | 17    | 18    |
| 17    | 19    | 20    | 21    | 22    | 23    | 24    | 25    |
| 18    | 26    | 27    | 28    | 29    | 30    |       |       |

| Mai | Mai | Mai | Mai | Mai | Mai | Mai | Mai |
| Kw  | Mo  | Di  | Mi  | Do  | Fr  | Sa  | So  |
| --- | --- | --- | --- | --- | --- | --- | --- |
| 18  |     |     |     |     |     | 1   | 2   |
| 19  | 3   | 4   | 5   | 6   | 7   | 8   | 9   |
| 20  | 10  | 11  | 12  | 13  | 14  | 15  | 16  |
| 21  | 17  | 18  | 19  | 20  | 21  | 22  | 23  |
| 22  | 24  | 25  | 26  | 27  | 28  | 29  | 30  |
| 23  | 31  |     |     |     |     |     |     |

| Juni | Juni | Juni | Juni | Juni | Juni | Juni | Juni |
| Kw   | Mo   | Di   | Mi   | Do   | Fr   | Sa   | So   |
| ---- | ---- | ---- | ---- | ---- | ---- | ---- | ---- |
| 23   |      | 1    | 2    | 3    | 4    | 5    | 6    |
| 24   | 7    | 8    | 9    | 10   | 11   | 12   | 13   |
| 25   | 14   | 15   | 16   | 17   | 18   | 19   | 20   |
| 26   | 21   | 22   | 23   | 24   | 25   | 26   | 27   |
| 27   | 28   | 29   | 30   |      |      |      |      |

| Juli | Juli | Juli | Juli | Juli | Juli | Juli | Juli |
| Kw   | Mo   | Di   | Mi   | Do   | Fr   | Sa   | So   |
| ---- | ---- | ---- | ---- | ---- | ---- | ---- | ---- |
| 27   |      |      |      | 1    | 2    | 3    | 4    |
| 28   | 5    | 6    | 7    | 8    | 9    | 10   | 11   |
| 29   | 12   | 13   | 14   | 15   | 16   | 17   | 18   |
| 30   | 19   | 20   | 21   | 22   | 23   | 24   | 25   |
| 31   | 26   | 27   | 28   | 29   | 30   | 31   |      |

| August | August | August | August | August | August | August | August |
| Kw     | Mo     | Di     | Mi     | Do     | Fr     | Sa     | So     |
| ------ | ------ | ------ | ------ | ------ | ------ | ------ | ------ |
| 31     |        |        |        |        |        |        | 1      |
| 32     | 2      | 3      | 4      | 5      | 6      | 7      | 8      |
| 33     | 9      | 10     | 11     | 12     | 13     | 14     | 15     |
| 34     | 16     | 17     | 18     | 19     | 20     | 21     | 22     |
| 35     | 23     | 24     | 25     | 26     | 27     | 28     | 29     |
| 36     | 30     | 31     |        |        |        |        |        |

| September | September | September | September | September | September | September | September |
| Kw        | Mo        | Di        | Mi        | Do        | Fr        | Sa        | So        |
| --------- | --------- | --------- | --------- | --------- | --------- | --------- | --------- |
| 36        |           |           | 1         | 2         | 3         | 4         | 5         |
| 37        | 6         | 7         | 8         | 9         | 10        | 11        | 12        |
| 38        | 13        | 14        | 15        | 16        | 17        | 18        | 19        |
| 39        | 20        | 21        | 22        | 23        | 24        | 25        | 26        |
| 40        | 27        | 28        | 29        | 30        |           |           |           |

| Oktober | Oktober | Oktober | Oktober | Oktober | Oktober | Oktober | Oktober |
| Kw      | Mo      | Di      | Mi      | Do      | Fr      | Sa      | So      |
| ------- | ------- | ------- | ------- | ------- | ------- | ------- | ------- |
| 40      |         |         |         |         | 1       | 2       | 3       |
| 41      | 4       | 5       | 6       | 7       | 8       | 9       | 10      |
| 42      | 11      | 12      | 13      | 14      | 15      | 16      | 17      |
| 43      | 18      | 19      | 20      | 21      | 22      | 23      | 24      |
| 44      | 25      | 26      | 27      | 28      | 29      | 30      | 31      |

| November | November | November | November | November | November | November | November |
| Kw       | Mo       | Di       | Mi       | Do       | Fr       | Sa       | So       |
| -------- | -------- | -------- | -------- | -------- | -------- | -------- | -------- |
| 45       | 1        | 2        | 3        | 4        | 5        | 6        | 7        |
| 46       | 8        | 9        | 10       | 11       | 12       | 13       | 14       |
| 47       | 15       | 16       | 17       | 18       | 19       | 20       | 21       |
| 48       | 22       | 23       | 24       | 25       | 26       | 27       | 28       |
| 49       | 29       | 30       |          |          |          |          |          |

| Dezember | Dezember | Dezember | Dezember | Dezember | Dezember | Dezember | Dezember |
| Kw       | Mo       | Di       | Mi       | Do       | Fr       | Sa       | So       |
| -------- | -------- | -------- | -------- | -------- | -------- | -------- | -------- |
| 49       |          |          | 1        | 2        | 3        | 4        | 5        |
| 50       | 6        | 7        | 8        | 9        | 10       | 11       | 12       |
| 51       | 13       | 14       | 15       | 16       | 17       | 18       | 19       |
| 52       | 20       | 21       | 22       | 23       | 24       | 25       | 26       |
| 53       | 27       | 28       | 29       | 30       | 31       |          |          |

| Januar | Januar | Januar | Januar | Januar | Januar | Januar | Januar |
| Kw     | Mo     | Di     | Mi     | Do     | Fr     | Sa     | So     |
| ------ | ------ | ------ | ------ | ------ | ------ | ------ | ------ |
| 1      |        |        |        | 1      | 2      | 3      | 4      |
| 2      | 5      | 6      | 7      | 8      | 9      | 10     | 11     |
| 3      | 12     | 13     | 14     | 15     | 16     | 17     | 18     |
| 4      | 19     | 20     | 21     | 22     | 23     | 24     | 25     |
| 5      | 26     | 27     | 28     | 29     | 30     | 31     |        |

| Februar | Februar | Februar | Februar | Februar | Februar | Februar | Februar |
| Kw      | Mo      | Di      | Mi      | Do      | Fr      | Sa      | So      |
| ------- | ------- | ------- | ------- | ------- | ------- | ------- | ------- |
| 5       |         |         |         |         |         |         | 1       |
| 6       | 2       | 3       | 4       | 5       | 6       | 7       | 8       |
| 7       | 9       | 10      | 11      | 12      | 13      | 14      | 15      |
| 8       | 16      | 17      | 18      | 19      | 20      | 21      | 22      |
| 9       | 23      | 24      | 25      | 26      | 27      | 28      | 29      |

| März | März | März | März | März | März | März | März |
| Kw   | Mo   | Di   | Mi   | Do   | Fr   | Sa   | So   |
| ---- | ---- | ---- | ---- | ---- | ---- | ---- | ---- |
| 10   | 1    | 2    | 3    | 4    | 5    | 6    | 7    |
| 11   | 8    | 9    | 10   | 11   | 12   | 13   | 14   |
| 12   | 15   | 16   | 17   | 18   | 19   | 20   | 21   |
| 13   | 22   | 23   | 24   | 25   | 26   | 27   | 28   |
| 14   | 29   | 30   | 31   |      |      |      |      |

| April | April | April | April | April | April | April | April |
| Kw    | Mo    | Di    | Mi    | Do    | Fr    | Sa    | So    |
| ----- | ----- | ----- | ----- | ----- | ----- | ----- | ----- |
| 14    |       |       |       | 1     | 2     | 3     | 4     |
| 15    | 5     | 6     | 7     | 8     | 9     | 10    | 11    |
| 16    | 12    | 13    | 14    | 15    | 16    | 17    | 18    |
| 17    | 19    | 20    | 21    | 22    | 23    | 24    | 25    |
| 18    | 26    | 27    | 28    | 29    | 30    |       |       |

| Mai | Mai | Mai | Mai | Mai | Mai | Mai | Mai |
| Kw  | Mo  | Di  | Mi  | Do  | Fr  | Sa  | So  |
| --- | --- | --- | --- | --- | --- | --- | --- |
| 18  |     |     |     |     |     | 1   | 2   |
| 19  | 3   | 4   | 5   | 6   | 7   | 8   | 9   |
| 20  | 10  | 11  | 12  | 13  | 14  | 15  | 16  |
| 21  | 17  | 18  | 19  | 20  | 21  | 22  | 23  |
| 22  | 24  | 25  | 26  | 27  | 28  | 29  | 30  |
| 23  | 31  |     |     |     |     |     |     |

| Juni | Juni | Juni | Juni | Juni | Juni | Juni | Juni |
| Kw   | Mo   | Di   | Mi   | Do   | Fr   | Sa   | So   |
| ---- | ---- | ---- | ---- | ---- | ---- | ---- | ---- |
| 23   |      | 1    | 2    | 3    | 4    | 5    | 6    |
| 24   | 7    | 8    | 9    | 10   | 11   | 12   | 13   |
| 25   | 14   | 15   | 16   | 17   | 18   | 19   | 20   |
| 26   | 21   | 22   | 23   | 24   | 25   | 26   | 27   |
| 27   | 28   | 29   | 30   |      |      |      |      |

| Juli | Juli | Juli | Juli | Juli | Juli | Juli | Juli |
| Kw   | Mo   | Di   | Mi   | Do   | Fr   | Sa   | So   |
| ---- | ---- | ---- | ---- | ---- | ---- | ---- | ---- |
| 27   |      |      |      | 1    | 2    | 3    | 4    |
| 28   | 5    | 6    | 7    | 8    | 9    | 10   | 11   |
| 29   | 12   | 13   | 14   | 15   | 16   | 17   | 18   |
| 30   | 19   | 20   | 21   | 22   | 23   | 24   | 25   |
| 31   | 26   | 27   | 28   | 29   | 30   | 31   |      |

| August | August | August | August | August | August | August | August |
| Kw     | Mo     | Di     | Mi     | Do     | Fr     | Sa     | So     |
| ------ | ------ | ------ | ------ | ------ | ------ | ------ | ------ |
| 31     |        |        |        |        |        |        | 1      |
| 32     | 2      | 3      | 4      | 5      | 6      | 7      | 8      |
| 33     | 9      | 10     | 11     | 12     | 13     | 14     | 15     |
| 34     | 16     | 17     | 18     | 19     | 20     | 21     | 22     |
| 35     | 23     | 24     | 25     | 26     | 27     | 28     | 29     |
| 36     | 30     | 31     |        |        |        |        |        |

| September | September | September | September | September | September | September | September |
| Kw        | Mo        | Di        | Mi        | Do        | Fr        | Sa        | So        |
| --------- | --------- | --------- | --------- | --------- | --------- | --------- | --------- |
| 36        |           |           | 1         | 2         | 3         | 4         | 5         |
| 37        | 6         | 7         | 8         | 9         | 10        | 11        | 12        |
| 38        | 13        | 14        | 15        | 16        | 17        | 18        | 19        |
| 39        | 20        | 21        | 22        | 23        | 24        | 25        | 26        |
| 40        | 27        | 28        | 29        | 30        |           |           |           |

| Oktober | Oktober | Oktober | Oktober | Oktober | Oktober | Oktober | Oktober |
| Kw      | Mo      | Di      | Mi      | Do      | Fr      | Sa      | So      |
| ------- | ------- | ------- | ------- | ------- | ------- | ------- | ------- |
| 40      |         |         |         |         | 1       | 2       | 3       |
| 41      | 4       | 5       | 6       | 7       | 8       | 9       | 10      |
| 42      | 11      | 12      | 13      | 14      | 15      | 16      | 17      |
| 43      | 18      | 19      | 20      | 21      | 22      | 23      | 24      |
| 44      | 25      | 26      | 27      | 28      | 29      | 30      | 31      |

| November | November | November | November | November | November | November | November |
| Kw       | Mo       | Di       | Mi       | Do       | Fr       | Sa       | So       |
| -------- | -------- | -------- | -------- | -------- | -------- | -------- | -------- |
| 45       | 1        | 2        | 3        | 4        | 5        | 6        | 7        |
| 46       | 8        | 9        | 10       | 11       | 12       | 13       | 14       |
| 47       | 15       | 16       | 17       | 18       | 19       | 20       | 21       |
| 48       | 22       | 23       | 24       | 25       | 26       | 27       | 28       |
| 49       | 29       | 30       |          |          |          |          |          |

| Dezember | Dezember | Dezember | Dezember | Dezember | Dezember | Dezember | Dezember |
| Kw       | Mo       | Di       | Mi       | Do       | Fr       | Sa       | So       |
| -------- | -------- | -------- | -------- | -------- | -------- | -------- | -------- |
| 49       |          |          | 1        | 2        | 3        | 4        | 5        |
| 50       | 6        | 7        | 8        | 9        | 10       | 11       | 12       |
| 51       | 13       | 14       | 15       | 16       | 17       | 18       | 19       |
| 52       | 20       | 21       | 22       | 23       | 24       | 25       | 26       |
| 53       | 27       | 28       | 29       | 30       | 31       |          |          |

## Ereignisse

### Politik und Weltgeschehen

#### Brandenburg-Preußen

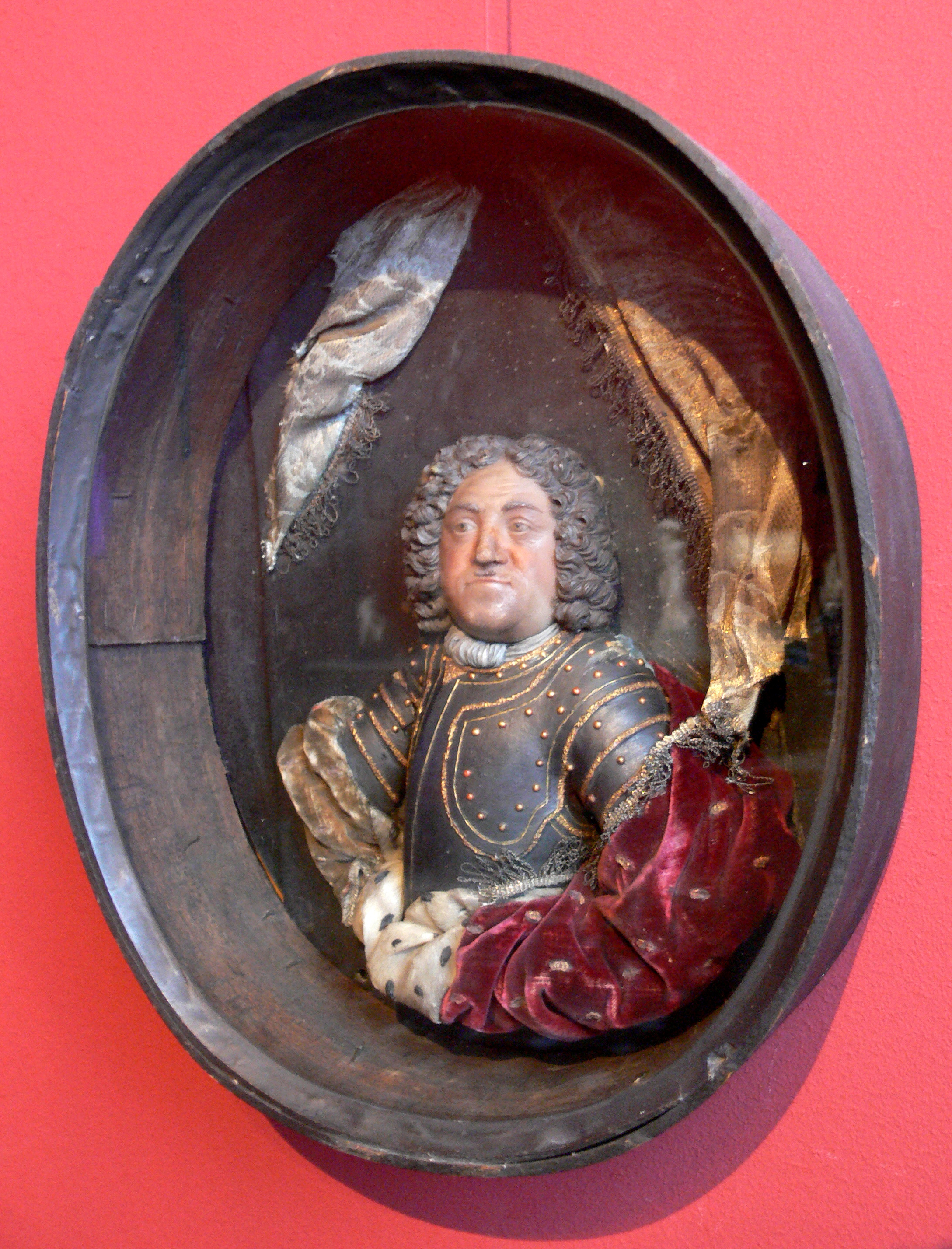
Wachsporträt Kurfürst Friedrichs III.

- 9. Mai: Friedrich Wilhelm, der Große Kurfürst, stirbt. Eine Woche nach seinem Tod tagt der Geheime Rat zum ersten Male unter dem Vorsitz seines Sohnes Friedrich III. Obwohl Friedrich Wilhelm unter Verstoß gegen die seit 1473 geltenden Hausgesetze der Hohenzollern die Aufteilung von Brandenburg-Preußen auf seine fünf Söhne verfügt hat, gelingt es dem Thronfolger nach langwierigen Verhandlungen und ausführlichen Rechtsgutachten mit Unterstützung seines Lehrers und Ministers Eberhard von Danckelman, sich gegen seine Geschwister durchzusetzen und die Einheit des Landes zu bewahren.

#### Großer Türkenkrieg
- 6. September: Großer Türkenkrieg: Kaiserliche Truppen mit dem bayerischen Kurfürsten Maximilian II. Emanuel an der Spitze erobern das in osmanischer Hand befindliche Belgrad. Sie können die Stadt bis 1690 halten.
- Nach der Einnahme Belgrads kommt es in Bulgarien zum Aufstand von Tschiprowzi gegen die osmanische Herrschaft. Die Erhebung wird von osmanischen Truppen jedoch schnell niedergeschlagen, die Stadt Tschiprowzi niedergebrannt. Ein Teil der Bevölkerung kann fliehen und lässt sich in der österreichischen Region Banat nieder (siehe hierzu Banater Bulgarisch).

#### Kölner Bistumsstreit und Pfälzischer Erbfolgekrieg
- Anfang des Jahres: Maximilian Heinrich von Bayern, der als Erzbischof und Kurfürst von Köln einen strikt profranzösischen Kurs gefahren hat, ernennt Wilhelm Egon von Fürstenberg-Heiligenberg zu seinem Koadjutor und damit zu seinem potentiellen Nachfolger. Papst Innozenz XI., der einer weiteren Machtausdehnung Ludwigs XIV. jedoch skeptisch gegenübersteht, versagt dieser Erhebung seine Zustimmung.

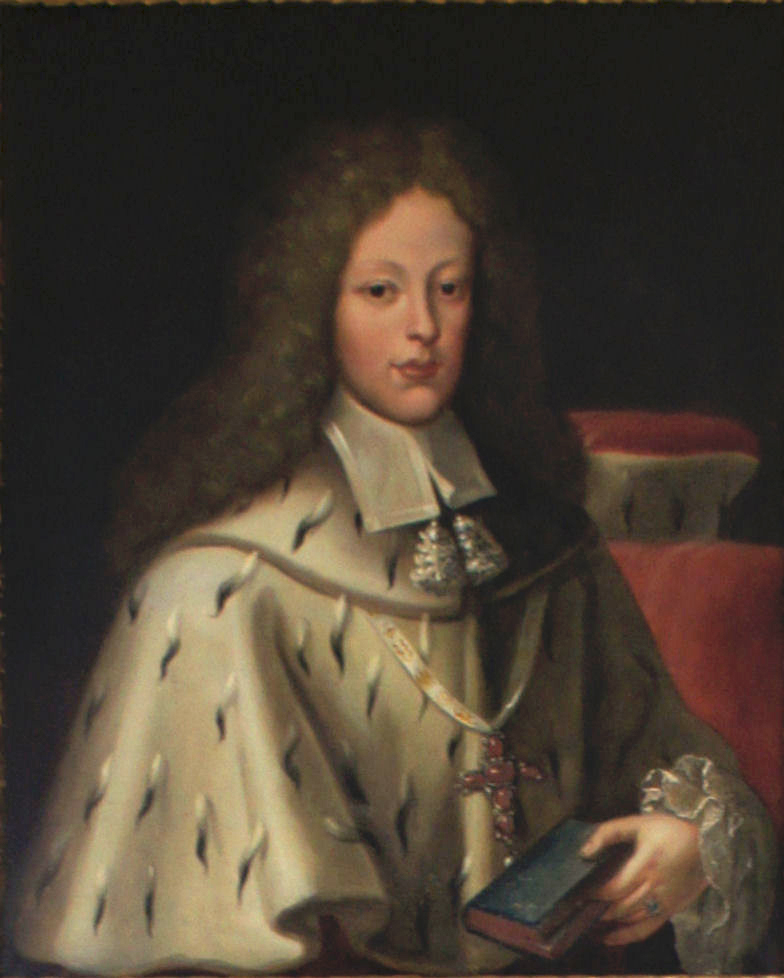
Joseph Clemens von Bayern

- Nach dem Tod Maximilian Heinrichs am 5. Juni kommt es zur Wahl, bei der Wilhelm Egon zwar eine Mehrheit, jedoch nicht die nach kanonischem Recht benötigte Zweidrittelmehrheit erhält. Innozenz XI. ernennt daraufhin den unterlegenen Joseph Clemens von Bayern zum neuen Erzbischof von Köln und Fürstpropst von Berchtesgaden. Kaiser Leopold I. akzeptiert und unterstützt diese Entscheidung. Dabei setzen sich beide darüber hinweg, dass Joseph Clemens zum einen mit siebzehn Jahren eigentlich noch nicht das notwendige kanonische Alter erreicht und zum anderen ebenfalls keine Zweidrittelmehrheit erhalten hat. Ludwig XIV. akzeptiert die päpstlich-kaiserliche Entscheidung nicht und schickt von Fürstenberg, der inzwischen die Residenzstadt Bonn und alle strategisch wichtigen Orte des Erzbistums militärisch besetzt hat, eine starke Armee zur Hilfe. Der Kölner Bistumsstreit mündet in den Pfälzischen Erbfolgekrieg und dauert mehrere Jahre.
- 24. September: Mit einem Kriegsmanifest Ludwigs XIV. beginnt der Pfälzische Erbfolgekrieg zwischen Frankreich und der Augsburger Liga.
- 17. Oktober: Die Stadt Mainz wird kampflos an Frankreich übergeben. Im folgenden Jahr kommt es zur Belagerung von Mainz.
- 30. Oktober: Nach 32 Tagen der Belagerung von Philippsburg kapituliert die Festungsbesatzung im Pfälzischen Erbfolgekrieg gegenüber französischen Truppen, die General Sébastien Le Prestre de Vauban kommandiert.

#### Glorious Revolution in England
- Die Glorious Revolution in England gegen König Jakob II. wegen dessen absolutistischer Bestrebungen und Toleranzpolitik gegen die Katholiken beginnt.
- 5. November: Wilhelm III. von Oranien landet mit der niederländischen Armee in Brixham.
- Dezember: Jakob II. versenkt das Große Staatssiegel in der Themse und flieht nach Frankreich. Der Weg für die Thronbesteigung Wilhelms III. ist damit geebnet.

#### Nordamerika
- 16. November: Ann Glover wird in Boston wegen angeblicher Hexerei hingerichtet.

#### Asien
- 11. Juli: Narai, König des siamesischen Königreiches von Ayutthaya, stirbt, ohne einen legitimen Nachkommen zu hinterlassen. Damit ist der Weg frei für den der franzosenfeindlichen Fraktion am Hof angehörenden Phetracha. Dieser heiratet die Tochter des verstorbenen Monarchen, um seine Herrschaft zu legitimieren und usurpiert den Thron. Eine seiner ersten Amtshandlungen ist die Ausweisung aller Franzosen aus dem thailändischen Königreich.

### Wirtschaft
- 18. Februar: Das von Edward Lloyd gegründete Unternehmen Lloyd’s of London wird – zu diesem Zeitpunkt noch als Kaffeehaus – erstmals in einem Zeitungsartikel der London Gazette erwähnt.

### Wissenschaft und Technik
- 7. Juli: In einem Brief an John Locke formuliert William Molyneux die als Molyneux-Problem bekanntgewordene philosophische Fragestellung.

### Katastrophen
- 30. Juni und 10. Juli: Beim Erdbeben in Izmir kommen bis zu 19.000 Menschen ums Leben. Die Burg des Sandschak wird vollständig zerstört.

## Historische Karten und Ansichten

Stadtansicht Berlins von Südwesten von Johann Bernhard Schultz 1688

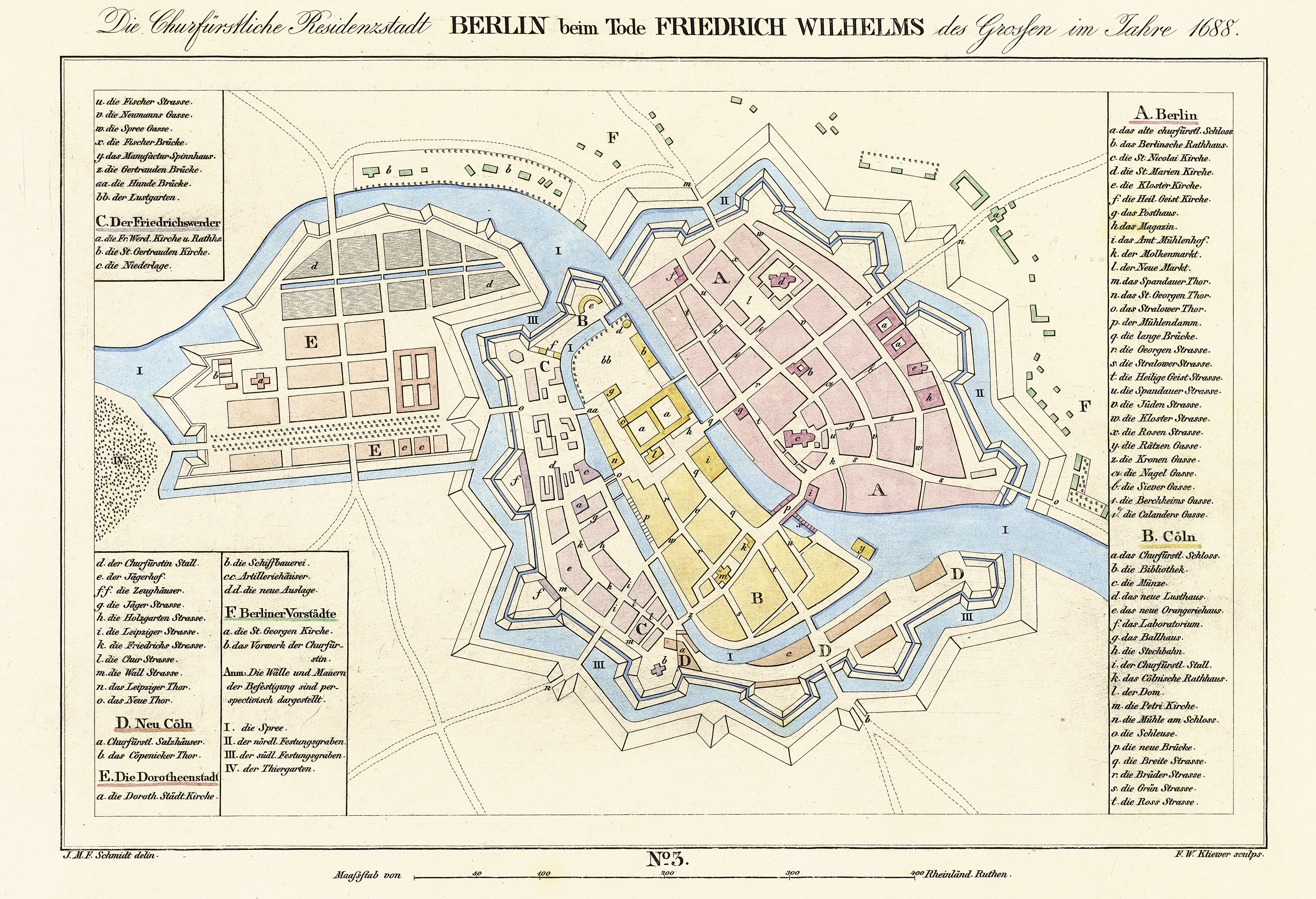
Berlin um 1688 (Zeichnung von 1835)

## Geboren

### Januar bis April
- 06. Januar: Immanuel Ignaz von Nassau-Siegen, Offizier in spanischen und kaiserlichen Diensten († 1735)
- 06. Januar: Johann Conrad Wirz, Schweizer Zürcher Antistes († 1769)
- 27. Januar: Augustin Simnacher, deutscher Orgelbauer († 1757)

- 02. Februar: Ulrika Eleonore, Königin von Schweden von 1718 bis 1719 († 1741)

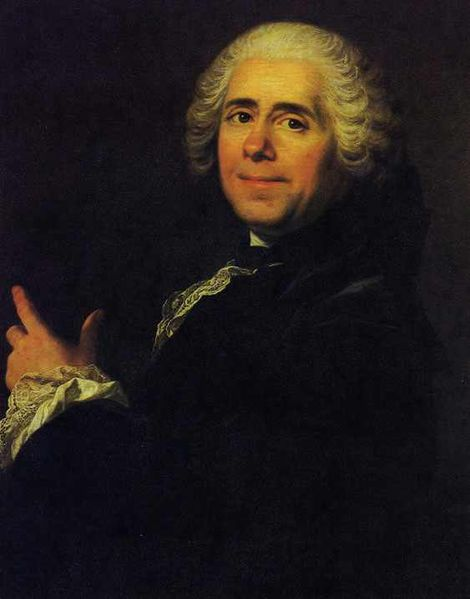
Pierre Carlet de Marivaux

- 04. Februar: Pierre Carlet de Marivaux, französischer Schriftsteller († 1763)
- 05. Februar: Moritz Wilhelm, Herzog von Sachsen-Merseburg († 1731)
- 07. Februar: Cadwallader Colden, britischer Wissenschaftler und kommissarischer Gouverneur der Provinz New York († 1776)
- 07. Februar: Marie Luise von Hessen-Kassel, Fürstin von Nassau-Dietz und Prinzessin von Oranien, Statthalterin von Friesland, Groningen und Drenthe († 1765)
- 08. Februar: Emanuel Swedenborg, schwedischer Wissenschaftler, Mystiker und Theologe († 1772)
- 14. Februar: Johann Leonhard Rost, deutscher Dichter und Astronom († 1727)
- 15. Februar: Nicolas Fréret, französischer Historiker († 1749)

- 16. März: Christina Sophia von Ostfriesland, Fürstin von Schwarzburg-Rudolstadt († 1750)
- 22. März: Joachim Daniel Jauch, deutscher Ingenieuroffizier und Architekt († 1754)
- 25. März: Johann Gotthilf Ziegler, deutscher Komponist und Organist († 1747)
- 28. März: Rudolf Anton von Alvensleben, hannoverscher Minister († 1737)

- 04. April: Joseph-Nicolas Delisle, französischer Astronom und Kartograf († 1768)
- 15. April: Johann Friedrich Fasch, deutscher Komponist († 1758)
- 15. April: Johann Georg Bergmüller, deutscher Maler († 1762)
- 19. April: Ernst August I., Herzog von Sachsen-Weimar und Sachsen-Eisenach († 1748)
- 29. April: Charles-Nicolas Cochin der Ältere, französischer Zeichner, Radierer und Kupferstecher († 1754)
- 29. April: Lucas Corthum, deutscher Jurist, Ratsherr und Bürgermeister von Hamburg († 1765)

### Mai bis Dezember

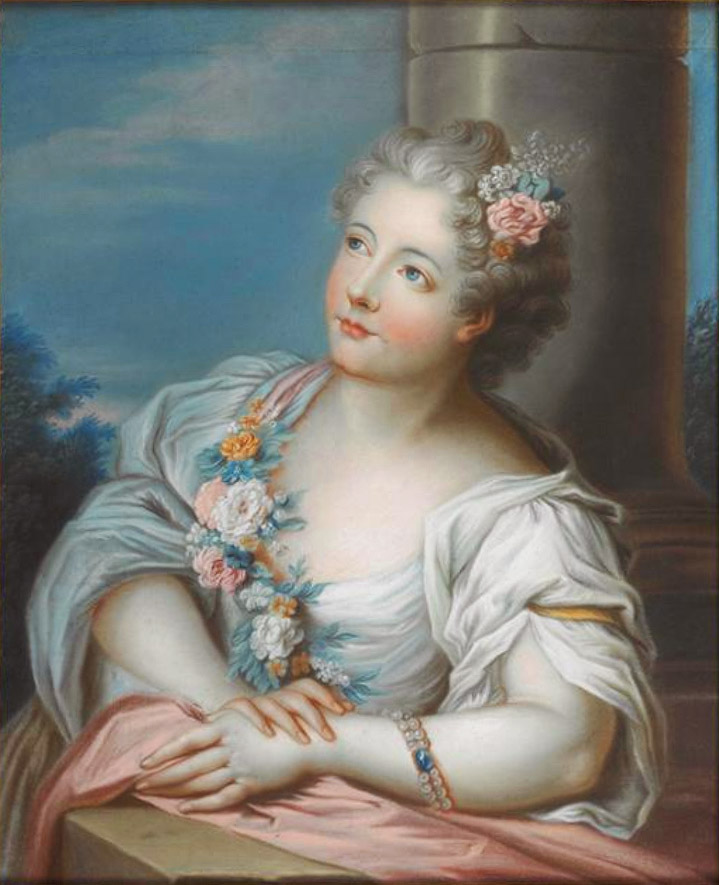
Marie-Victoire de Noailles

- 06. Mai: Marie-Victoire de Noailles, französische Adelige († 1766)
- 08. Mai: François Robichon de la Guérinière, französischer Reitlehrer, Erfinder der modernen Reitkunst († 1751)
- 12. Mai: Johann Andreas Rothe, deutscher evangelisch-lutherischer Pfarrer, Lehrer und Kirchenlieddichter († 1758)
- 20. Mai: Bernardo Gomes de Brito, portugiesischer Herausgeber († um 1759/1760)
- 21. Mai: Alexander Pope, britischer Dichter, Übersetzer und Schriftsteller († 1744)

- 23. Juni: Johann Ludwig II., regierender Fürst von Anhalt-Zerbst († 1746)
- 19. Juli: Giuseppe Castiglione, in China tätiger italienischer Jesuit, Missionar und Maler († 1766)
- 26. Juli: Anna Barbara Murrer, deutsche Malerin († 1721)

- 12. August: Christian, Fürst von Nassau-Dillenburg († 1739)

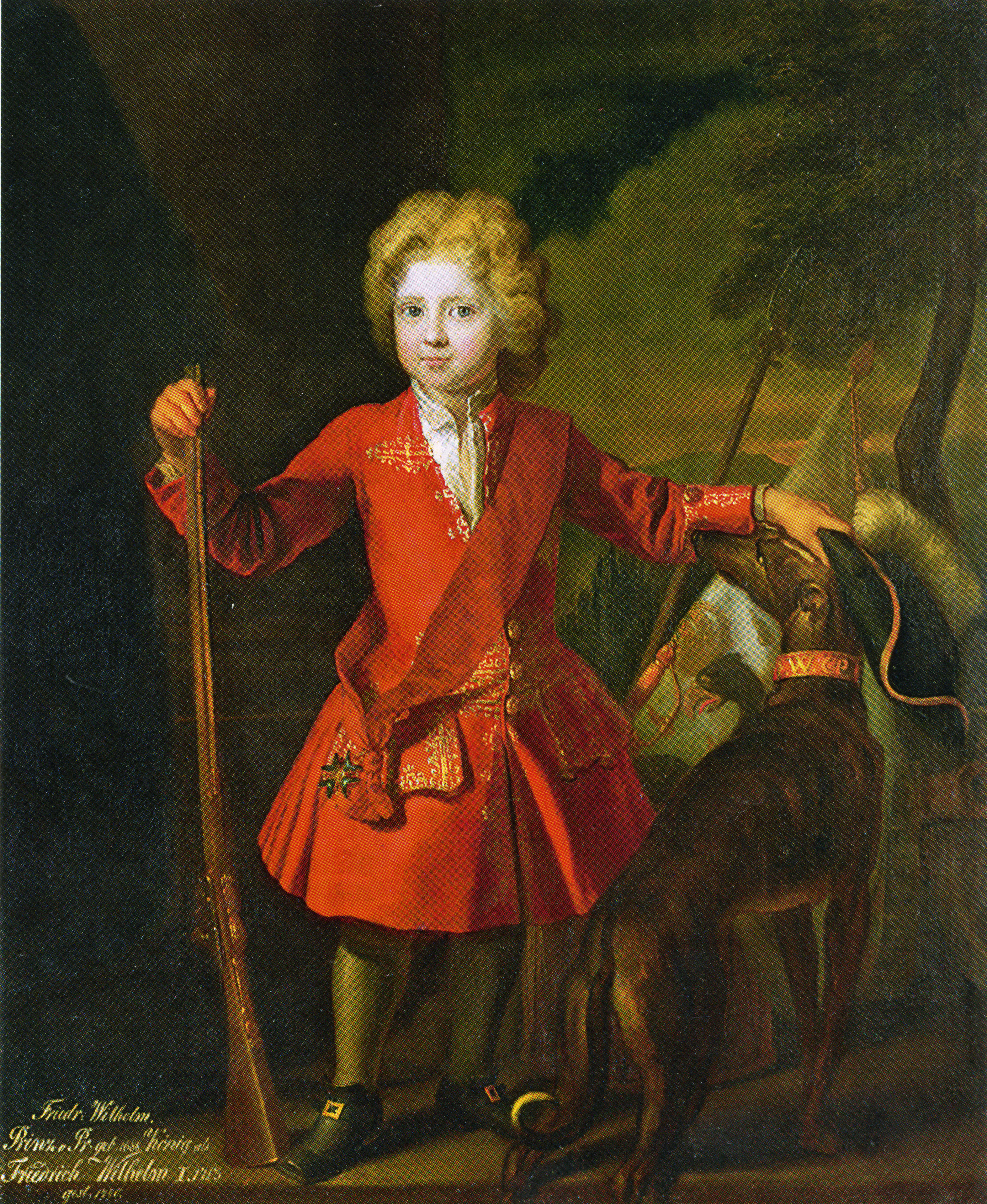
Friedrich Wilhelm um 1701 (Porträt von Samuel Theodor Gericke)

- 14. August: Friedrich Wilhelm I., König in Preußen und Markgraf und Kurfürst von Brandenburg († 1740)
- 30. August: Françoise de Mailly, Hofdame der französischen Königin Maria Leszczyńska († 1742)

- 01. September: Friedrich Ludwig, Fürst von Hohenzollern-Hechingen († 1750)
- 12. September: Ferdinand Maximilian Brokoff, deutscher Bildhauer des Barock († 1731)

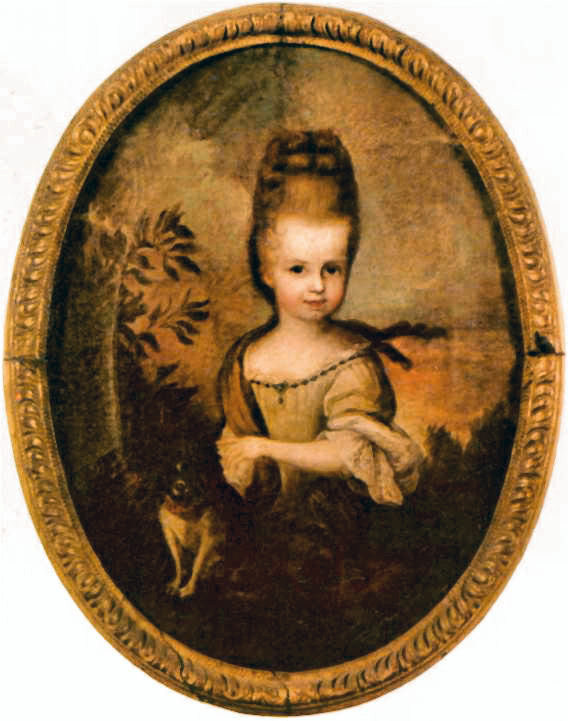
Kinderporträt Maria Luisas

- 17. September: Maria Luisa Gabriella von Savoyen, Königin von Spanien († 1714)

- 05. Oktober: Gerlach Adolph von Münchhausen, Hannoverscher Staatsmann († 1770)
- 08. Oktober: Johann Ulrich König, deutscher Schriftsteller († 1744)
- 11. Oktober: Adolf Gideon Bartholdi, deutscher Pädagoge († 1768)
- 17. Oktober: Domenico Zipoli, italienischer Barockkomponist, Organist und Missionar († 1726)
- 19. Oktober: Antonio Corradini, venezianischer Bildhauer († 1752)
- 22. Oktober: Nader Schah, Schah von Persien und Begründer der Dynastie der Afschariden († 1747)
- 26. Oktober: Augustin Friedrich Walther, deutscher Arzt, Anatom und Botaniker († 1746)

- 3. November: Jai Singh II., Maharaja von Amber in Rajasthan, Indien († 1743)
- 20. November: Gyeongjong, 20. König der Joseon-Dynastie in Korea († 1724)
- 21. November: Antonio Visentini, italienischer Architekt und Maler († 1782)

### Genaues Geburtsdatum unbekannt
- Hanna Diyab, französisch-arabischer Schriftsteller und Reisender († nach 1763)
- Zacharias Hildebrandt, deutscher Orgelbauer († 1757)
- William Wyndham, 3. Baronet, englischer Adeliger und Politiker († 1740)

## Gestorben

### Erstes Halbjahr
- 08. Januar: Francesco Foggia, italienischer Komponist des Barock (* 1604)
- 09. Januar: Nicholas Carew, englischer Politiker (* 1635)
- 26. Januar: Wolfgang Christoph Truchsess von Waldburg, kurbrandenburgischer Generalmajor (* 1643)
- 10. Februar: Cornelis de Vlaming van Oudshoorn, Amsterdamer Regent (* 1613)
- 27. Februar: Anton Herport, Schweizer evangelischer Geistlicher (* 1646)

- 04. März: Mose Gideon Abudiente, portugiesischer Rabbiner und Autor (* um 1610)
- 10. März: Johann Jakob Redinger, Schweizer evangelischer Geistlicher, Philologe und Schulleiter (* 1619)
- 20. März: Marie von Oranien-Nassau, Pfalzgräfin von Simmern (* 1642)
- 22. März: Elisabeth von Hessen-Kassel, Äbtissin des Damenstifts Herford (* 1634)
- 23. März: Marcantonio Giustinian, 107. Doge von Venedig (* 1619)
- 07. April: Clara Elisabeth von Manderscheid-Blankenheim, Stiftsdame in Thorn und Essen sowie Dechantin in Elten (* 1631)

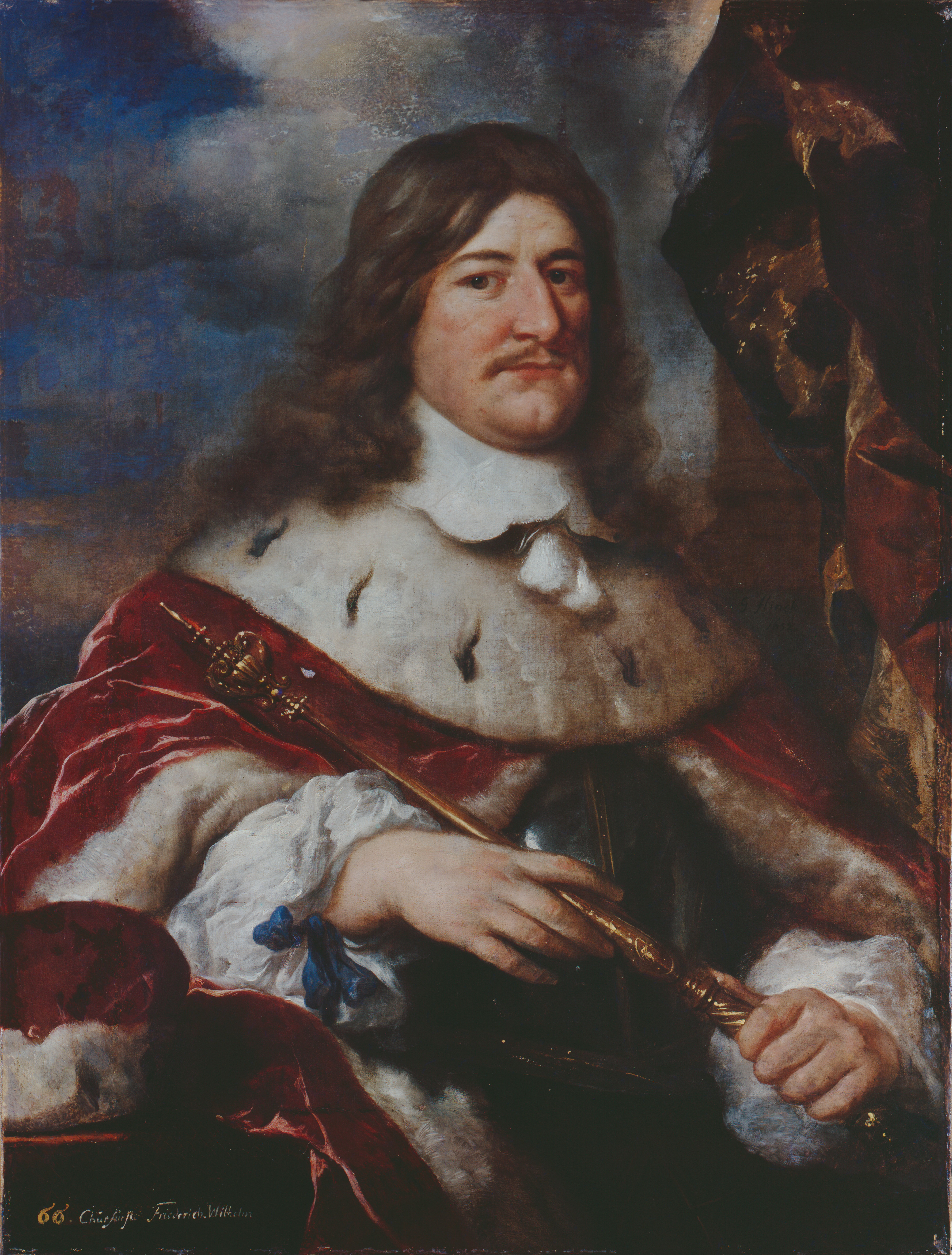
Kurfürst Friedrich Wilhelm von Brandenburg, um 1652

- 09. Mai: Friedrich Wilhelm, „der Große Kurfürst“, Kurfürst von Brandenburg (* 1620)
- 14. Mai: Antoine Furetière, französischer Schriftsteller, Gelehrter und Lexikograf (* 1619)
- 22. Mai: Johann Andreas Quenstedt, deutscher Theologe, letzter Vertreter der lutherischen Hochorthodoxie (1600–1680) (* 1617)
- 27. Mai: Anna Elisabeth, Prinzessin von Sachsen-Lauenburg und Landgräfin von Hessen-Homburg (* 1624)

- 01. Juni: Peder Hansen Resen, dänischer Jurist und Historiker (* 1625)
- 03. Juni: François Andréossy, französischer Ingenieur, Topograf und Kartograf (* 1633)

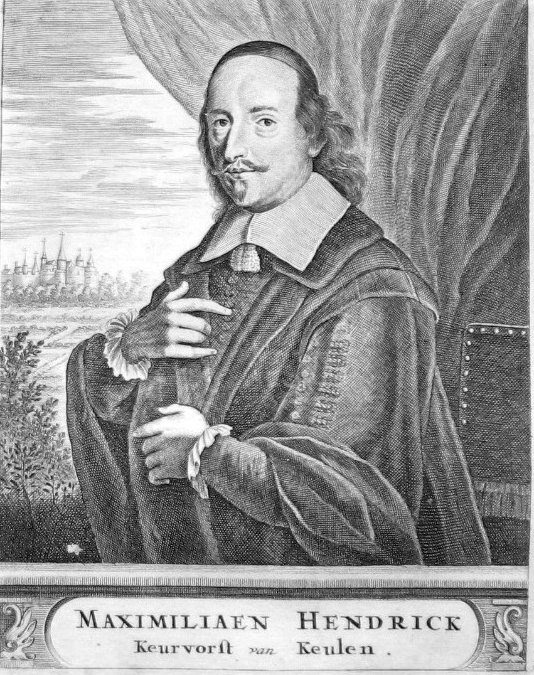
Erzbischof Maximilian Heinrich von Bayern, zeitgenössischer Stich

- 03. Juni: Maximilian Heinrich von Bayern, Erzbischof von Köln, Bischof von Hildesheim und Lüttich sowie Fürstpropst des Stiftes Berchtesgaden (* 1621)
- 05. Juni: Constantine Phaulkon, griechischer Abenteurer und Kanzler im Königreich von Ayutthaya in Siam (* 1647)

### Zweites Halbjahr
- 11. Juli: Narai, König des siamesischen Königreiches von Ayutthaya (heute Thailand)
- 21. Juli: James Butler, 1. Duke of Ormonde, anglo-irischer Staatsmann und Soldat (* 1610)
- 21. Juli: Claudia Seraphica von Wolkenstein-Rodeneck, Äbtissin im Stift Freckenhorst und im Stift Heerse (* 1625)

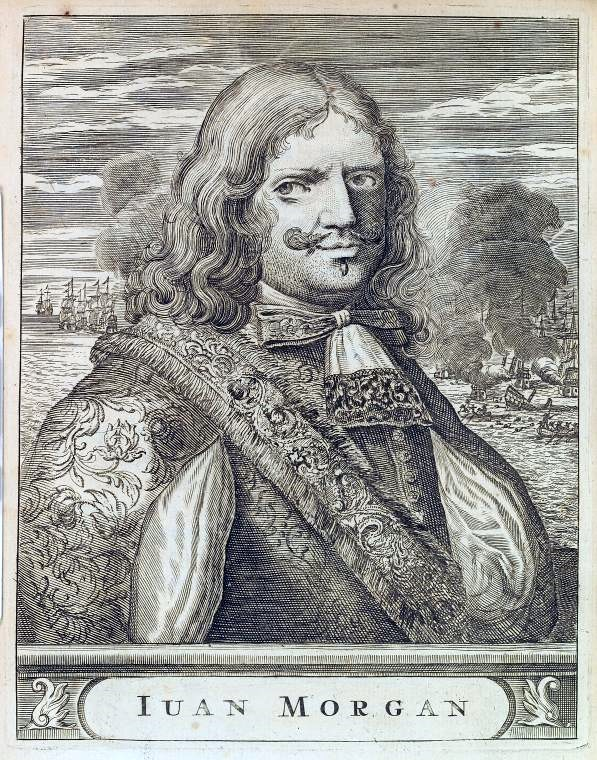
Henry Morgan

- 25. August: Henry Morgan, englischer Freibeuter (* um 1635)
- 31. August: Maria Magdalena von Oettingen, zweite Frau des Markgrafen Wilhelm von Baden (* 1619)
- 31. August: John Bunyan, Baptistenprediger und Schriftsteller aus England (* 1628)

- 02. September: Franz Wilhelm von Fürstenberg, Landkomtur der Ballei Westfalen des Deutschen Ordens (* 1628)
- 15. September: Otto Wilhelm Graf von Königsmarck, venezianischer Generalissimus gegen die Türken (* 1639)

- 09. Oktober: Claude Perrault, französischer Architekt, Kunsttheoretiker, Altphilologe, Mediziner und Naturwissenschaftler (* 1613)
- 13. Oktober: Pedro de Mena, spanischer Bildhauer (* 1628)
- 14. Oktober: Joachim von Sandrart, deutscher Maler, Kupferstecher und Kunsthistoriker (* 1606)
- 15. Oktober: Anna Salome von Salm-Reifferscheidt, Fürstäbtissin des Stifts Essen (* 1622)
- 28. Oktober: Șerban I. Cantacuzino, Woiwode der Walachei (* um 1640)

- 08. November: Johann Caspar Schweizer, Schweizer evangelischer Geistlicher, Philologe und Hochschullehrer (* 1620)
- 16. November: Ann Glover, irische Haushälterin in Boston, letzte in Boston als Hexe gehängte Person
- 18. November: Matthias Wasmuth, deutscher Orientalist und lutherischer Theologe (* 1625)
- 22. November: Brandanus Daetrius, deutscher lutherischer Theologe (* 1607)
- 28. November oder 29. November: Bohuslav Ludvík Balbín, tschechischer Jesuit, Literat, Historiker, Erdkundler, Patriot und Verfechter der tschechischen Sprache, aktiver Teilnehmer an der Rekatholisierung (* 1621)
- 11. Dezember: Christian Lehmann, deutscher Chronist und evangelischer Pfarrer (* 1611)